# Fingerhobel

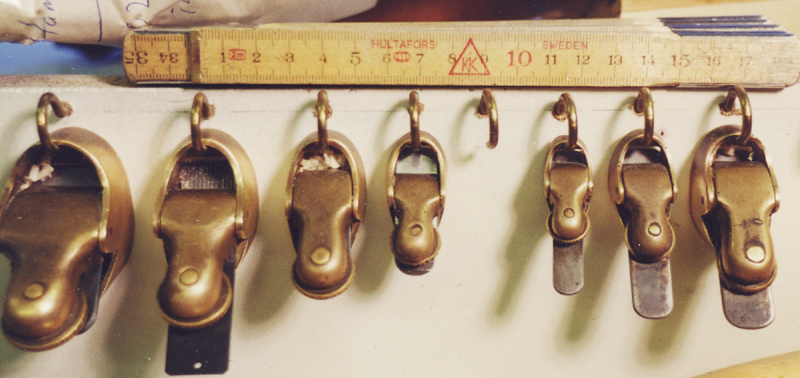

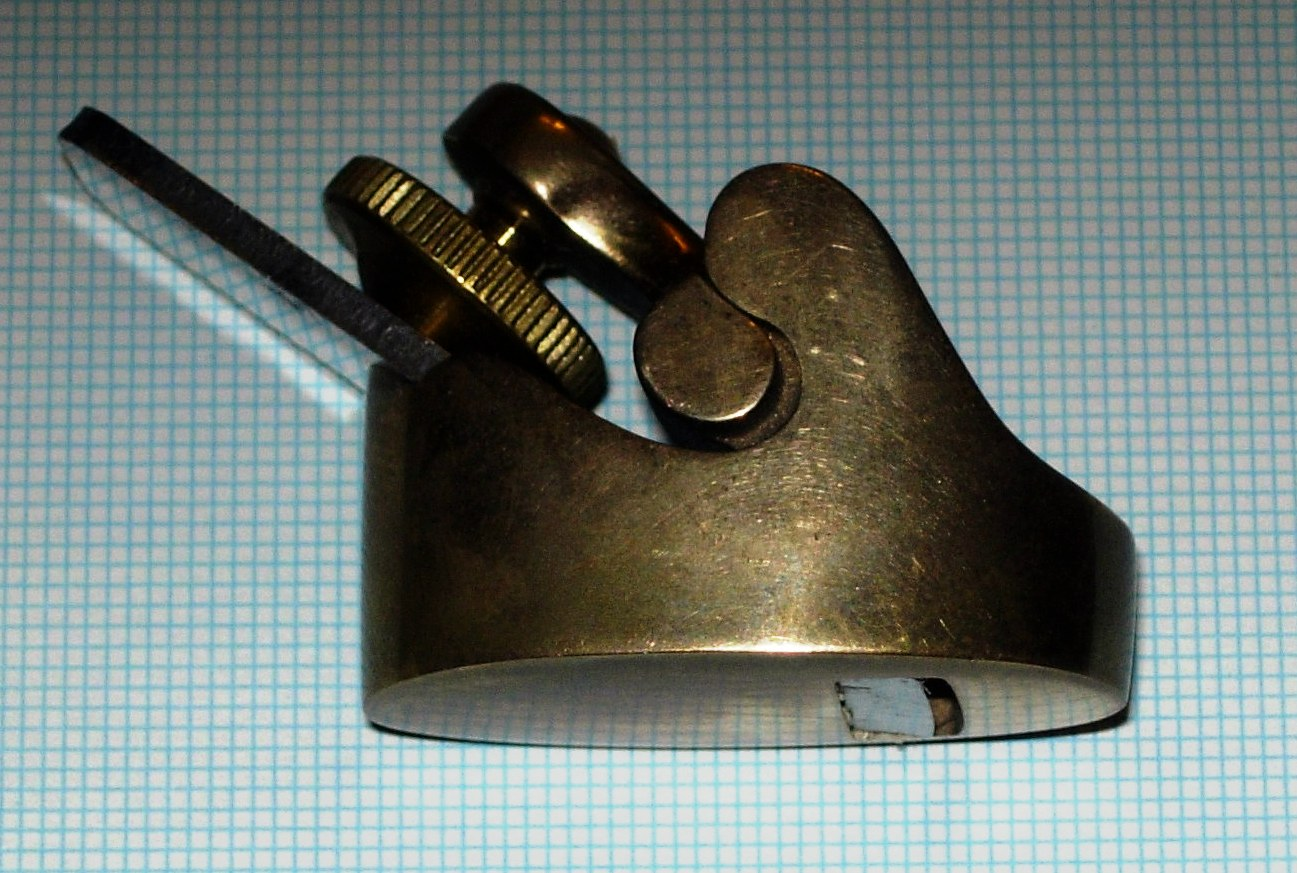

Ein Fingerhobel ist ein kleiner Hobel, typischerweise mit einem Messingkörper, der von Geigen- und Gitarrenbauern verwendet wird.

## Verwendung und Handhabung
Es handelt sich um ein kleines Werkzeug, das vornehmlich für den Bau von Geigen und ähnlichen Musikinstrumenten sowie für die Formgebung von Schiffs-, Flugzeug- und Segelbootmodellen und dergleichen Verwendung findet. Der Körper dieses Hobels wird zwischen dem Daumen und Zeigefinger geführt.